# Осада Гелы
Осада Гелы — состоялась в 405 до н. э. в ходе Карфагенской войны 409—405 до н. э.

## Начало осады
Перезимовав в Акраганте, карфагеняне весной разрушили этот город и вторглись на земли Гелы и Камарины, где также захватили большую добычу.
Карфагенские войска подошли к Геле и встали лагерем вдоль одноименной реки. Ожидая, что сиракузская армия Дионисия подойдет на помощь осажденным, они укрепили своё расположение рвом и частоколом.
Гелойцы решили отправить всех женщин и детей в Сиракузы, но женщины уходить отказались, решив разделить судьбу с мужчинами. Осажденные сформировали множество небольших отрядов, которые охотились за группами противника, рассыпавшимися для грабежа, убив и взяв в плен немало врагов.

Жители отважно защищались от армии карфагенян, которые, подойдя к стенам, начали пробивать бреши ударами таранов. Разрушенные днем участки стен, они ночью, при помощи женщин и детей, восстанавливали. Вся молодежь, способная держать оружие, сражалась на стенах, остальное население с усердием выполняло оборонительные работы. Наконец, они выдерживали атаки карфагенян так стойко, что, хотя у города не было достаточных укреплений, и не было союзников, кроме того, стены обрушились в ряде мест, они не были сломлены угрожающей опасностью.— Диодор. XIII. 108, 8—9.

## Прибытие войск Дионисия
Дионисий собрал армию из сиракузян, италиотов, других союзников и наемников, числом в 30 тыс. пехоты и тысячу всадников, и в сопровождении флота из 50 обшитых медью кораблей выступил на помощь Геле. Разбив лагерь на побережье, чтобы не терять связь с кораблями, он направил отряды легковооруженных беспокоить противника, а силами конницы и флота пытался прервать вражеские коммуникации с метрополией.

## Атака карфагенского лагеря
Через три недели он решил атаковать карфагенян с суши и моря по трем направлениям. Сицилийские части должны были обойти город справа и встать против вражеского лагеря с северо-востока, отряды союзников — пройти между городом и берегом моря, чтобы атаковать с юга, а сам Дионисий с наемниками собирался двигаться прямо через город, чтобы выйти к центру вражеской позиции. Конница получила приказ перейти реку и выдвинуться на равнину, когда подойдет пехота, но атаковать только если пехотинцы добьются успеха; в противном случае всадникам надлежало помогать отступающим. Флот с десантными частями должен был поддержать атаку италиотов.
Когда с кораблей началась высадка, карфагеняне бросились навстречу десанту, так как с моря лагерь не был укреплен. В это время италиоты атаковали лагерь с юга и, пользуясь тем, что основные силы противника были заняты отражением десанта, ворвались внутрь. Карфагеняне развернулись, и, бросив на италиотов большую часть войска, после жестокого боя прижали их к частоколу.
Сицилийские части, шедшие в обход города, опоздали, а Дионисий со своими наемниками застрял в узких улицах, и также не поспел к сроку. Гелойцы произвели вылазку, чтобы помочь италиотам, но опасались далеко отходить от города, поэтому не смогли оказать существенной поддержки.
Иберы и кампанцы преследовали италиотов и убили больше тысячи гоплитов. Команды кораблей обрушили на преследователей град стрел, благодаря чему остатки италийских греков смогли отступить к городу.
Сицилийцы подошли к лагерю с северо-востока, с большими потерями отразили вышедших против них африканцев, и преследовали их остатки до лагеря. Затем на помощь разбитым африканцам подошли иберы и кампанцы; греки, потеряв в бою с ними около шестисот человек, были отброшены к городу.
Всадники, видя поражение пехоты, также отступили в город, преследуемые врагом. Дионисий, которому, наконец, удалось пройти сквозь город, нашел свою армию разбитой и в сражении не участвовал.

## Эвакуация Гелы и Камарины
На совещании командиров было решено отступать. К карфагенянам послали вестника с предложением произвести на следующий день обмен телами, а ночью армия и население покинули город, где остались только две тысячи легковооруженных, поддерживавших огни и производивших шум. На рассвете эти части также оставили Гелу, и карфагеняне смогли приступить к грабежу.
Проходя Камарину, Дионисий приказал жителям уходить в Сиракузы, так как армия не могла их защитить.

Страх не допускал промедления, одни наспех собрали серебро и золото, и все, что можно было унести, другие бежали только с родителями и малыми детьми, не обращая внимания на ценности, третьи, ослабленные старостью и болезнями и не имевшие родственников или друзей, были оставлены, так как все ожидали скорого прибытия карфагенян. Судьба Селинунта, Гимеры и Акраганта приводила в ужас людей, перед глазами которых стояли зверства карфагенян. Те и в самом деле не щадили пленников и не проявляли ни малейшего сострадания к своим жертвам, распиная их на крестах или подвергая мучениям, на которые невозможно было смотреть.— Диодор. XIII. 111, 3—4.

## Итоги
Сицилийцы и италийские греки были крайне недовольны действиями Дионисия, который подставил их под удар, не потеряв ни одного из своих наемников. Подозревали, что он намеренно старается ослабить силы других городов, чтобы лишить их независимости. Италиоты отделились и направились домой, затем тирана покинули войска Гелы и Камарины, а всадники двинулись впереди основных сил в Сиракузы и подняли там мятеж.